# Sinentomata
Sinentomata (лат.) — отряд бессяжковых насекомых (Protura), включающий семейства Fujientomidae и Sinentomidae. Восточная Азия: Китай, Северная Корея, Япония. Мелкие бессяжковые с бледным (Fujientomon) или красно-коричневым телом (Sinentomon). Брюшко с гребенчатыми структурами. Срединные щетинки отсутствуют на мезо- и метанотуме. Первая пара брюшных придатков всегда двухчлениковая, с терминальным пузырьком и четырьмя щетинками. Гентиталии самки (squama genitalis) с длинными акростилиями. Трахейная система у Sinentomidae развита.
- Fujientomidae Tuxen & Yin, 1982[2]
  - Fujientomon Imadaté, 1964[3]
    - Fujientomon dicestum Yin, 1977 — Китай
    - Fujientomon primum Imadaté, 1964 — Китай, Япония[4]
- Sinentomidae Yin, 1965
  - Sinentomon Yin, 1965
    - Sinentomon chui Tuxen & Paik, 1982 — Корея
    - Sinentomon erythranum Yin, 1965 — Китай, Северная Корея, Япония[5][6]
    - Sinentomon yoroi Imadaté, 1977 — Япония[7]